# Maksim Sapożkow
Maksim Sapożkow (ros. Максим Сапожков; ur. 15 listopada 2000 w Woroneżu) – rosyjski siatkarz, grający na pozycji atakującego.

## Przebieg kariery
| Lata      | Klub                          |
| --------- | ----------------------------- |
| 2018–2020 | Lokomotiw Nowosybirsk         |
| 2020–2021 | SKV Montana                   |
| 2021–2022 | Jugra Samotłor Niżniewartowsk |
| 2022–2023 | WithU Werona                  |
| 2023–     | Valsa Group Modena            |

## Sukcesy klubowe
Mistrzostwo Rosji:
- 2020[8]

## Sukcesy reprezentacyjne
Mistrzostwa Świata Kadetów:
- 2017

Mistrzostwa Europy Juniorów:
- 2018

## Nagrody indywidualne
- 2019: Najlepszy atakujący Mistrzostw Świata Juniorów